# Reinhart Probst
Reinhart Probst (* 17. April 1957 in Coburg) ist ein ehemaliger deutscher Tennisspieler.

## Karriere
Zwischen 1980 und 1982 bestritt Probst drei Doppel-Partien für die deutsche Davis-Cup-Mannschaft, davon gewann er zwei. 1977 stand er im Hauptfeld der Doppelkonkurrenz von Wimbledon.

## Erfolge
| Legende                       |
| Grand Slam                    |
| Tennis Masters Cup            |
| ATP Masters Series            |
| ATP International Series Gold |
| ATP International Series (1)  |
| ATP Challenger Tour           |

### Doppel

#### Turniersiege
| Nr. | Datum             | Turnier | Belag         | Partner      | Finalgegner                   | Ergebnis |
| --- | ----------------- | ------- | ------------- | ------------ | ----------------------------- | -------- |
| 1.  | 26. Dezember 1976 | Zürich  | Hartplatz (i) | Nikola Pilić | Patrice Hagelauer R. Vasselin | 6:3, 6:1 |

#### Finalteilnahmen
| Nr. | Datum        | Turnier | Belag | Partner      | Finalgegner                     | Ergebnis |
| --- | ------------ | ------- | ----- | ------------ | ------------------------------- | -------- |
| 1.  | 12. Mai 1980 | Hamburg | Sand  | Max Wünschig | Heinz Gildemeister Andrés Gómez | 3:6, 4:6 |